# Mind42
Mind42 — програмний додаток, який підтримує створення мапи думок. Це спеціалізований інструмент для швидкого створення, управління і редагування структури даних, необхідних для мап розуму. Mind42 створений для створення, організації і вдосконалення ідей в графічному вигляді.
Mind42 — це безкоштовний, швидкий і простий, без особливих надлишків, проте дуже акуратно зроблений сервіс, за допомогою якого користувач може створювати інтелект-мапи.
Mind42 є он-лайн відображенням додатків розуму, який дозволяє користувачам візуалізувати своє мислення за допомогою перевіреного методу мап думок. Назва відноситься до спільних особливостей продукту і призначена для так би мовити «розуму на двох».

## Галузі використання
- управління проектами;
- представлення структури проекту (посилання на необхідні файли, виконувані модулі, початкові коди, джерела інформації і таке інше);
- засіб проведення інтернет-досліджень (структуризація результатів пошуку);
- організація зберігання колекції невеликих записів із структурою посилань;
- засіб мозкового штурму (програма дозволяє показати кольором яка гілка міркувань відкрита, закрита, не отримала розвитку і таке інше);
- організація невеликої бази даних, яка зручна у випадку, якщо структура даних динамічно міняється, або у разі, коли ця структура заздалегідь не відома;
- створення коментованих інтернет-закладок (internet favorites).

## Особливості
Розробник надає повний набір функцій Mind42 безкоштовно, в тому числі:
- Можливість вставки зображень з URL-адресу (наприклад, зображень, розміщених в іншому місці, наприклад, Imageshack або Вебальбомів Picasa).
- URL-посилання на зовнішні сайти.
- Співпраці в реальному часі і редагування, використовуючи гаджета Google Talk.
- Mind Map розмір обмежений лише обсягом вільної оперативної пам'яті і обчислювальної потужності.
- Опціональна можливість публічно опублікувати мапи розуму або тримати їх у приватному секторі.
- Можливість додавання заміток галузях.
- Експорт до Freemind, MindManager, Mind42 XML, PDF, зображення і форматований текст;
- Імпорт з Freemind, MindManager, Mind42 XML.
- Потрібна реєстрація перед доступом до ресурсу.
- Неможливо додавати зображення з файлів, тільки у вигляді посилання.

### Переваги
Кілька людей можуть одночасно працювати над мапою.
 — Можливо імпортувати мапи з інших розширень: Mind42.com (*. M42), Freemind (*. Mm), MindManager (*. Mmap; *. Xml).
 — Інтегрований пошук за зображеннями Google, Yahoo, Flickr, він можливий доступний, якщо натиснути на іконку для додавання зображення.
 — На відміну від мап MindMeister дана програма має зрозумілий інтерфейс, дає можливість спільного редагування файлів, має базу графічних файлів.

### Недоліки
- Відсутність в автономному режимі редагування;
- відсутність мобільної версії;
- обмеження (тільки творці мапи розуму, але не колабораціоністи, можуть переглядати і відновлювати більш ранні версії мапи думок).

## Вебдодаток
Mind42 це вебдодаток. Це означає, що це в основному розумний вебсайт. Тому Mind42 (і дані, які ви створили з ним) є скрізь, де у вас є доступ до Інтернету, і ви не повинні завантажувати або щось встановлювати. З іншого боку, це означає, що це тільки в Інтернеті і не можливо завантажувати додаток або локальні версії.

## Підтримувані браузери
Mind42 використовує сучасні HTML5 та CSS3 технологій. Тому для зручної роботи з Mind42 знадобиться сучасний браузер, як в останніх версіях Google Chrome, Mozilla Firefox, Safari або Internet Explorer версії 9 або вище. Mind42 також працює з Internet Explorer 7 і 8, але інтерфейс буде показано в старій версії (без закруглених кутів, м'яких тіней тощо). Ми не перевіряли Mind42 з Opera або іншими браузерами, але якщо браузер підтримує сучасні стандарти, Mind42 повинен працювати.

## Мої мапи розуму

### Початок
Після реєстрації перед вами з'явиться наступне вікно (рис. 2): Це список ваших мап, яке також називається «Мої мапи». Після запуску вашого "Mind42 career' воно, звичайно, буде порожнім, без розуму мап в списку. Для початку просто натисніть кнопку «+ Нова мапа розуму», щоб створити свою першу ментальну мапу. Докладніше далі.

### Огляд
Пройдемося по частинам поточного вікна (рис. 3):

1. Зліва ви знайдете все про групи. За замовчуванням ви побачите три групи: «Всі мапи», «Співпраця» та «Опубліковано». «Всі мапи» — просто перераховані всі мапи розуму, до яких у вас є доступ (ваші ментальні мапи, а також мапи, до яких ви були запрошені як співавтор). «Співпраця» покаже тільки ті мапи, які мають принаймні одного розробника. Це означає, що будуть перераховані всі мапи розуму, де ви або запрошені співробітники, є творцями, які і запросили інших співавторів. «Опубліковано» перерахує тільки ті мапи, які були опубліковані, доступні за допомогою опції публікації Mind42.
Ви можете створити власні групи (наприклад, «бізнес», «Школа» або «приватний») в будь-який час за допомогою кнопки у верхній частині.
2. Тут Ви можете створювати нові мапи розуму, або імпортувати існуючі. Для імпорту ми підтримуємо три різні формати файлів: Mind42, MindManager і FreeMind.
3. Ядро сторінки: Список Мап розуму. Він покаже всі мапи розуму до яких у вас є доступ, залежно від фільтра, пошуку, сортування та сторінки, яку ви переглядаєте. Кожна ментальна мапа містить невелику площу, яка показує всю важливу інформацію про групу асигнувань розум мап, Державне видавництво і співробітників. При наведенні ці розділи будуть отримати більше інформації, і натиснувши на них, буде відкритий відповідний діалог для редагування цих параметрів.
4. Всякий раз, коли ви наводите мишкою на ментальну мапу, з'являється кнопка Редагування. При натисканні на цю кнопку (а також її зменшене зображення або назву) відкриється мапа розуму в редакторі. Але також випадає кнопка, з допомогою якої ви можете видалити мапу розуму, а також експортувати її.
5. У правому верхньому куті ви знайдете поле пошуку і сортування списку. Після введення пошукового запиту будуть негайно відфільтровані вниз видимі в даний момент мапи розуму в обраній групі. Ви можете впорядкувати мапи розуму залежно від дати її останньої зміни, ім'я або дати створення. За замовчуванням встановлено сортування за днем її останньої зміни, що, в основному, влаштовує наших користувачів.

## Редактор мап розуму

### Користувальницький Інтерфейс
Інтерфейс редактора мап розуму в основному можна розділити на чотири частини. 
Верхня панель (1, 2), меню редагування (3), меню властивості (4) і рядок стану (5).
1. Випадаючий список «мапи». Тут ви знайдете діалоги для експортування і публікування вашої мапи розуму, і можете встановити співпрацю.
2. Випадаючий список користувача Звідси ви можете отримати доступ до налаштувань облікового запису, вийти або повернутися до своїх мап.
3. Меню редагування знаходиться панель інструментів, яка має функції, що впливають на всю мапу розуму. Ви можете створювати і видаляти вузли, відмінити і зупинити роботу, скоротити, копіювати і вставляти вибрані вузли. Нарешті, ви можете змінити ментальної мапи, центрування і масштабувати мапу. Деякі дії працюють тільки при виборі вузла.
Кнопка праворуч показує «Birdview». Невеликий ескіз структури мапи, і індикатор, яку частину мапи ви бачите зараз. Особливо у великих мапах цей маленький віджет може бути цінним інструментом для швидкого переходу на ментальній мапі.
4. У той час як меню редагування містять дії, які на мапу в цілому, меню властивостей зліва активне тільки при виборі вузла і дозволяє змінювати властивості вузла. Зверху донизу воно дозволяє редагувати вузли. Якщо не обраний жоден вузол ці кнопки відключені, але при виборі вузла вони будуть активізуватися і вузол будуть темно-сірий за замовчуванням. Взагалі: при натисканні на одну з кнопок, з'явиться випадаюче вікно, в якому ви можете змінити властивості.
5. Рядок стану містить різну інформацію про поточний стан мапи. У лівій нижній частині ви знайдете статистику про вашому мапу розуму в разі її опублікування (число переглядів, коментарів). У правому нижньому кутку показані публікації і статус про співпрацю. Це означає, що якщо розум мапа опублікована, з'явиться значок, а коли мапа думок створена для співпраці значок «співпраця» буде відображатися. Якщо інші співробітники знаходяться в онлайні в той же час, він також буде показувати їхні імена. Праворуч ви побачите статус сервера. Зазвичай це буде тільки «Хмара» з галочкою в ньому. Тим не менш, якщо у вас є проблеми з підключенням до сервера Mind42 — це перетвориться на перекреслену сіру хмару. Зазвичай ми попереджаємо вас вас, якщо це відбувається, перш, ніж ви ризикуєте втратити занадто багато роботи.